# Platymantis panayensis
Platymantis panayensis är en groddjursart som beskrevs av Brown, Brown och Angel C. Alcala 1997. Platymantis panayensis ingår i släktet Platymantis och familjen Ceratobatrachidae. IUCN kategoriserar arten globalt som starkt hotad. Inga underarter finns listade i Catalogue of Life.